# Пам'ятки історії Красилівського району
У Красилівському районі Хмельницької області згідно з даними управління культури, туризму і курортів Хмельницької облдержадміністрації перебуває 63 пам'ятки історії. 61 з них увічнюють пам'ять радянських воїнів у ВВВ, один із пам'ятників - могила мешканців міста, які загинули під час колективізації.
| № пп | Охорон. номер | Найменування | Місцезнаходження                           | Рік встановлення         | Автор                                                                                              |
| ---- | ------------- | --- | ------------------------------------------ | ------------------------ | -------------------------------------------------------------------------------------------------- |
| 1    | 824           | Пам'ятник трудовій діяльності                                                                                                  | м. Красилів, вул. Грушевського, 1          | 1967                     | ВТЗ, місцеві майстри                                                                               |
| 2    | 793           | Меморіальний комплекс: пам'ятний знак на честь воїнів-односельчан, братська могила радянських воїнів, могила радянського воїна | м. Красилів, вул. Леніна, 44               | 1967                     | Львівська КСФ скульптори: В. Удовіце, С. Сухоруков, архітектор — А. Кісліченко, художник — Г. Лось |
| 3    | 841           | Братська могила мешканців міста, які загинули під час колективізації.                                                          | м. Красилів, провулок Театральний, 1       | 1970                     | Львівська КСФ                                                                                      |
| 4    | 787           | Меморіальний комплекс: пам'ятний знак на честь воїнів-односельчан, братська могила радянських воїнів                           | смт Антоніни, майдан Леніна, 5             | 19 751 957               | Львівська КСФ                                                                                      |
| 5    | 823           | Пам'ятник трудовій діяльності                                                                                                  | смт Антоніни, вул. Шосейна, 19             | 1967                     | майстри «Сільгосптехніки»                                                                          |
| 6    | 799           | Пам'ятний знак на честь воїнів-односельчан                                                                                     | с. Велика Медведівка, вул. Центральна, 27  | 1966                     | Львівська КСФ                                                                                      |
| 7    | 800           | Пам'ятний знак на честь воїнів-односельчан                                                                                     | с. Велика Салиха                           | 1967                     | місцеві майстри                                                                                    |
| 8    | 788           | Меморіальний комплекс: пам'ятний знак на честь воїнів-односельчан, братська могила радянських воїнів                           | с Великі Зозулинці                         | 1956                     | Львівська КСФ                                                                                      |
| 9    | 1772          | Пам'ятний знак на честь воїнів-односельчан                                                                                     | с. Великі Орлинці, вул. Центральна, 24     | 1973                     | № 31 від 19.01.1983                                                                                |
| 10   | 1784          | Пам'ятний знак на честь воїнів-односельчан                                                                                     | с. Великі Юначки, вул. Гагаріна, 1         | 1976                     | № 31 від 19.01.1983                                                                                |
| 11   | 1799          | Пам'ятний знак на честь воїнів-односельчан                                                                                     | с. Вереміївка, вул. Жовтнева, 47           | 1976                     | № 206 від 21.08.1985                                                                               |
| 12   | 789           | Меморіальний комплекс: братська могила радянських воїнів, пам'ятний знак на честь воїнів-односельчан                           | с. Веселівка, вул. Центральна, 46-а        | 1948, реконструкція 1990 | № 66 від 11.03.1972                                                                                |
| 13   | 801           | Пам'ятний знак на честь воїнів-односельчан                                                                                     | с. Волиця, вул. Шкільна, 6                 | 1969                     | № 66 від 11.03.1972                                                                                |
| 14   | 1785          | Пам'ятний знак на честь воїнів-односельчан                                                                                     | с. Волиця, Друга вул. Центральна, 26       | 1976                     | № 31 від 19.01.1983                                                                                |
| 15   | 1783          | Пам'ятний знак на честь воїнів-односельчан                                                                                     | с. Воскодавинці                            | 1980                     | № 31 від 19.01.1983                                                                                |
| 16   | 1786          | Пам'ятний знак на честь воїнів-односельчан                                                                                     | с. Говори, вул. Центральна, 10             | 1975                     | Львівська КСФ                                                                                      |
| 17   | 802           | Пам'ятний знак на честь воїнів-односельчан                                                                                     | с. Гриценки                                | 1965, заміна 1980        | Житомирські ХВМ                                                                                    |
| 18   | 803           | Пам'ятний знак на честь воїнів-односельчан                                                                                     | с. Дружнє, вул. Партизанська, 1            | 1966, заміна 1986        | Київське ХВО «Художник»                                                                            |
| 19   | 804           | Пам'ятний знак на честь воїнів-односельчан                                                                                     | с. Дубище, вул. 50-річчя Жовтня            | 1967                     | Львівська КСФ                                                                                      |
| 20   | 1806          | Пам'ятний знак на честь воїнів-односельчан                                                                                     | с. Закриниччя                              | 1985                     | Київське ХВО «Художник»                                                                            |
| 21   | 790           | Братська могила радянських воїнів                                                                                              | с. Западинці                               | 1949                     | Львівська КСФ                                                                                      |
| 22   | 805           | Пам'ятний знак на честь воїнів-односельчан                                                                                     | с. Западинці                               | 1972                     | Львівська КСФ                                                                                      |
| 23   | 791           | Братська могила радянських воїнів                                                                                              | с. Заруддя                                 | 1970, заміна 1990        | Львівська КСФ Хмельницькі ХВМ                                                                      |
| 24   | 806           | Пам'ятний знак на честь воїнів-односельчан                                                                                     | с. Заслучне                                | 1970, заміна 1989        | Київське ХВО «Художник»                                                                            |
| 25   | 1787          | Пам'ятний знак на честь воїнів-односельчан                                                                                     | с. Зелена                                  | 1973                     | Київське ХВО «Художник»                                                                            |
| 26   | 1788          | Пам'ятний знак на честь воїнів-односельчан                                                                                     | с. Каламаринка, вул. Дорожна, 2            | 1979                     | Житомирські ХВМ                                                                                    |
| 27   | 1791          | Пам'ятний знак на честь воїнів-односельчан                                                                                     | с. Ключівка                                | 1982                     | Львівська КСФ                                                                                      |
| 28   | 2148          | Пам'ятний знак на честь воїнів-односельчан                                                                                     | с. Корчівка, вул. В. Котика, 1             | 1972                     | Житомирські ХВМ                                                                                    |
| 29   | 792           | Меморіальний комплекс: пам'ятний знак на честь воїнів-односельчан, братська могила радянських воїнів                           | с. Котюржинці                              | 1966                     | Львівська КСФ                                                                                      |
| 30   | 1789          | Пам'ятний знак на честь воїнів-односельчан                                                                                     | с. Кошелівка, вул. Центральна, 50          | 1966                     | Львівська КСФ                                                                                      |
| 31   | 807           | Пам'ятний знак на честь воїнів-односельчан                                                                                     | с. Кременчуки                              | 1968                     | Львівська КСФ                                                                                      |
| 32   | 808           | Пам'ятний знак на честь воїнів-односельчан                                                                                     | с. Криворудка, вул. Центральна, 33         | 1972, заміна 1983        | Київське ХВО «Художник»                                                                            |
| 33   | 809           | Пам'ятний знак на честь воїнів-односельчан                                                                                     | с. Кузьмин, вул. Короленка, 22             | 1965                     | Львівська КСФ                                                                                      |
| 34   | 1800          | Пам'ятний знак на честь воїнів-односельчан                                                                                     | с. Кучманівка, вул. Першотравнева, 6       | 1984                     | Хмельницькі ХВМ                                                                                    |
| 35   | 1803          | Пам'ятний знак на честь воїнів-односельчан                                                                                     | с. Лагодинці, вул. Подільська, 1           | 1985                     | місцеві майстри                                                                                    |
| 36   | 1793          | Пам'ятний знак на честь воїнів-односельчан                                                                                     | с. Мала Клітна, вул. Центральна, 21        | 1971                     | Житомирські ХВМ                                                                                    |
| 37   | 1792          | Пам'ятний знак на честь воїнів-односельчан                                                                                     | с. Малі Юначки, вул. Центральна, 69        | 1980                     | Львівська КСФ                                                                                      |
| 38   | 811           | Пам'ятний знак на честь воїнів-односельчан                                                                                     | с. Манівці, вул. Центральна, 10            | 1967                     | Львівська КСФ                                                                                      |
| 39   | 794           | Братська могила жертв фашизму                                                                                                  | 1,5 км на південний захід від с. Манівці   | 1948                     | місцеві майстри                                                                                    |
| 40   | 2275          | Братська могила жертв фашизму                                                                                                  | 1,8 км на південний захід від с. Манівці   | 1948                     | місцеві майстри                                                                                    |
| 41   | 812           | Пам'ятний знак на честь воїнів-односельчан                                                                                     | с. Марківці вул. Устинова, 7-б             | 1966                     | Львівська КСФ, скульптор — В. А. Зенелко                                                           |
| 42   | 2276          | Пам'ятний знак на честь воїнів-односельчан                                                                                     | с. Медці, вул. Мічуріна, 59                | 1973                     | Львівська КСФ                                                                                      |
| 43   | 795           | Меморіальний комплекс: пам'ятний знак на честь воїнів-односельчан, братська могила радянських воїнів                           | с. Митинці                                 | 1983, 1947               | Львівська КСФ                                                                                      |
| 44   | 813           | Пам'ятний знак на честь воїнів-односельчан                                                                                     | с. Михайлівці, вул. 1 Травня, 27           | 1967, заміна 1985        | Львівська КСФ                                                                                      |
| 45   | 796           | Меморіальний комплекс: пам'ятний знак на честь воїнів-односельчан, братська могила радянських воїнів                           | с. Мовчани, кладовище                      | 1983, 1967               | місцеві майстри                                                                                    |
| 46   | 814           | Пам'ятний знак на честь воїнів-односельчан                                                                                     | с. Мончинці, вул. Колгоспна, 14-а          | 1967, заміна 1991        | Львівська КСФ Хмельницькі ХВМ                                                                      |
| 47   | 815           | Пам'ятний знак на честь воїнів-односельчан                                                                                     | с. Моньки, вул. Гагаріна, 52-а             | 1969                     | Львівська КСФ                                                                                      |
| 48   | 816           | Пам'ятний знак на честь воїнів-односельчан                                                                                     | с. Пашутинці                               | 1967                     | Львівська КСФ                                                                                      |
| 49   | 817           | Пам'ятний знак на честь воїнів-односельчан                                                                                     | с. Печеське, вул. Колгоспна, 11-а          | 1966                     | Львівська КСФ                                                                                      |
| 50   | 1795          | Пам'ятний знак на честь воїнів-односельчан                                                                                     | с. Пилипи                                  | 1978                     | Хмельницькі ХВМ                                                                                    |
| 51   | 1796          | Пам'ятний знак на честь воїнів-односельчан                                                                                     | с. Радісне, вул. Центральна, 78            | 1981                     | Київське ХВО «Художник»                                                                            |
| 52   | 1774          | Братська могила жертв фашизму                                                                                                  | с. Росолівці, 300 м на схід від с. Манівці | 1960                     | місцеві майстри                                                                                    |
| 53   | 1804          | Пам'ятний знак на честь воїнів-односельчан                                                                                     | с. Росолівці, вул. Центральна, 10          | 1985                     | місцеві майстри                                                                                    |
| 54   | 1805          | Пам'ятний знак на честь воїнів-односельчан                                                                                     | с. Рублянка                                | 1985                     | Хмельницькі ХВМ                                                                                    |
| 55   | 1797          | Пам'ятний знак на честь воїнів-односельчан                                                                                     | с. Слобідка-Красилівська                   | 1982                     | Київське ХВО «Художник»                                                                            |
| 56   | 819           | Пам'ятний знак на честь воїнів-односельчан                                                                                     | с. Сорокодуби, вул. Булаєнка, 12-а         | 1970, заміна 1980        | Київське ХВО «Художник»                                                                            |
| 57   | 820           | Пам'ятний знак на честь воїнів-односельчан                                                                                     | с. Терешки                                 | 1969, заміна 1979        | Житомирські ХВМ                                                                                    |
| 58   | 2279          | Пам'ятний знак на честь воїнів-односельчан                                                                                     | с. Федорівка, вул. Центральна, 36          | 1975                     | Львівська КСФ                                                                                      |
| 59   | 797           | Меморіальний комплекс: пам'ятний знак на честь воїнів-односельчан, братська могила радянських воїнів                           | с. Хотьківці                               | 1979, 1947, заміна 2006  | Львівська КСФ                                                                                      |
| 60   | 798           | Братська могила радянських воїнів                                                                                              | с. Чепелівка, вул. Набережна, 2            | 1965                     | Львівська КСФ                                                                                      |
| 61   | 1802          | Пам'ятний знак на честь воїнів-односельчан                                                                                     | с. Чепелівка                               | 1970                     | місцеві майстри                                                                                    |
| 62   | 1780          | Пам'ятний знак на честь воїнів-односельчан                                                                                     | с. Чернелівка, вул. Рибалка, 1-г           | 1982                     | Київське ХВО «Художник»                                                                            |
| 63   | 1781          | Пам'ятний знак на честь воїнів-односельчан                                                                                     | с. Яворівці                                | 1982                     | Київське ХВО «Художник»                                                                            |
|      |               | |                                            |                          | |